# WRC II Extreme
WRC II Extreme è un videogioco di corse fuoristrada per PlayStation 2. Il gioco è stato sviluppato da Evolution Studios  e pubblicato da Sony Computer Entertainment Europe.
Il tema del menù è Star Guitar dei The Chemical Brothers.

## Caratteristiche
WRC II Extreme contiene 115 tappe in 15 paesi diversi con vetture WRC con licenza ufficiale che sono a disposizione del giocatore.
Una modalità action replay è stata resa disponibile, e comprende una vasta gamma di angolazioni della telecamera.

## Team e piloti
21 piloti e 7 squadre appaiono sul gioco. Anche se Citroën non ha partecipato in una stagione completa nel 2002, è presente su tutti gli eventi del gioco ed è quindi idoneo a segnare i punti team in modalità campionato.
| Costruttore              | Vettura               | Piloti                                                         |
| ------------------------ | --------------------- | -------------------------------------------------------------- |
| Peugeot Total            | Peugeot 206 WRC       | Richard Burns Marcus Grönholm Gilles Panizzi Harri Rovanperä   |
| Ford Motor Co            | Ford Focus WRC        | Carlos Sainz Markko Märtin François Duval                      |
| Mitsubishi Ralliart      | Mitsubishi Lancer WRC | François Delecour Alister McRae                                |
| Subaru World Rally Team  | Subaru Impreza WRC    | Tommi Mäkinen Petter Solberg Toshihiro Arai                    |
| Škoda Motorsport         | Škoda Octavia WRC     | Kenneth Eriksson Toni Gardemeister Roman Kresta Stig Blomqvist |
| Hyundai World Rally Team | Hyundai Accent WRC    | Armin Schwarz Freddy Loix                                      |
| Citroën Sport            | Citroën Xsara WRC     | Thomas Rådström Sébastien Loeb Philippe Bugalski               |

Dato che Colin McRae ha avuto la sua serie di videogiochi, Sony non ha potuto comprare la licenza per farlo apparire, così è stato sostituito nel gioco da François Duval.

## Rally
Tutti i 14 rally dal 2002 calendario ufficiale WRC appaiono sul gioco.
- Rallye Automobile Monte Carlo
- Uddeholm Swedish Rally
- Rallye de France - Tour de Corse
- Rallye Catalunya - Costa Brava
- Cyprus Rally
- Rally Argentina
- Acropolis Rally
- Inmarsat Safari Rally
- Neste Rally Finland
- ADAC Rallye Deutschland
- Rallye Sanremo - Rallye d'Italia
- Propecia Rally New Zealand
- Telstra Rally Australia
- Network Q Rally of Great Britain

## Produzione
WRC II Extreme è stato sviluppato da Evolution Studios e pubblicato da Sony Computer Entertainment Europe.  Il gioco è stato progettato con un nuovo modello di fisica per le auto controllate dal giocatore. Questo è stato progettato grazie all'assistenza degli ingegneri dei rally. La geografia delle tracce è stata modellata da fotografie satellitari e dati DEM per creare un aspetto più realistico e accurato per ogni rally. I campioni audio dei motori sono basati su vetture WRC reali. La modalità action replay è stata sviluppata con la collaborazione di World Rally Championship emittente Chrysalis TV con la redazione della riproduzione video e grafica di design. Ogni vettura è realizzata con circa 20.000 poligoni, rispetto agli 8000 del primo gioco.

## Accoglienza
WRC II Extreme ha ricevuto recensioni generalmente positive da parte della critica. GameRankings fornisce una valutazione media di 82.33% basata su 18 recensioni.